# Vastagcsőrű holló
A vastagcsőrű holló (Corvus crassirostris) a madarak osztályának verébalakúak (Passeriformes) rendjébe és a varjúfélék (Corvidae) családjába tartozó faj.

## Rendszerezése
A fajt Eduard Rüppell német természettudós és kutató írta le 1836-ban.

## Előfordulása
Afrika „szarván”, Eritrea és Etiópia magasföldjein és hegyvidékein 1500–2400 méteres magasságig fordul elő. Kóborlásai során eljut Szomáliába és Szudánba is.

## Megjelenése
A közönséges holló mellett a legnagyobb varjúféle a Földön, egyszersmind 64 centiméteres  hosszával a legnagyobb tagja a verébalakúak rendjének. Csőre hatalmas, oldalról lapított és erősen ívelt; felső káváján mély barázda húzódik, mely megkülönbözteti minden más fajtól. Az örvös hollóhoz hasonlóan a vastagcsőrű holló csőre végén is fehér folt található.
Fejtollai nagyon rövidek; a csőr tövét borító, a Corvus nemre jellemző tollak ennél a fajnál sajátos módon alig, vagy egyáltalán nem láthatók. Torka és mellkasának felső része olajbarna-, teste fényes fekete tollakkal borított. Nyakszirtjén fehér, apró tollakból álló folt terül el.
|  |

## Hangja
Hangja változatos, harsány rikoltozástól a rekedt károgásig terjed.
Érdes hangú vastagcsőrű – VIDEO Wondo Genet, Etiópia

## Életmódja
Mindenevő. Gyökereket, növényi magvakat, állati tetemeket egyaránt szívesen fogyaszt; szemetesekben turkál és megeszi az állati ürülékekben megbúvó rovarlárvákat is.

## Szaporodása
Hasonlóan más afrikai hollófajokhoz, a vastagcsőrű holló is sziklaszirteken, magas fákon fészkel, a tojó 3–5 tojást tojik.

## Természetvédelmi helyzete
Az elterjedési területe nagyon nagy, egyedszáma pedig stabil. A Természetvédelmi Világszövetség Vörös listáján nem fenyegetett fajként szerepel.

## Média

### Képek
- Vastagcsőrű hollópár I. Archiválva 2009. március 17-i dátummal a Wayback Machine-ben
- Vastagcsőrű hollópár II. Archiválva 2009. március 17-i dátummal a Wayback Machine-ben
- Alulnézet

### Videók
- Vastagcsőrű holló húscafattal I. Mena Gesha Forest, Etiópia
- Vastagcsőrű holló húscafattal II. Mena Gesha Forest, Etiópia
- Élelemszerző körút I. Wondo Genet, Etiópia
- Élelemszerző körút II. Wondo Genet, Etiópia
- Élelemszerző körút III. Simien Mountains National Park, Etiópia
- Érdes hangú vastagcsőrű Wondo Genet, Etiópia
- Faágon, Mena Gesha Forest, Etiópia
- Két vastagcsőrű a földön, Awasa Lake, Etiópia